# Parc naturel du Sud-Ouest Alentejano et Costa Vicentina

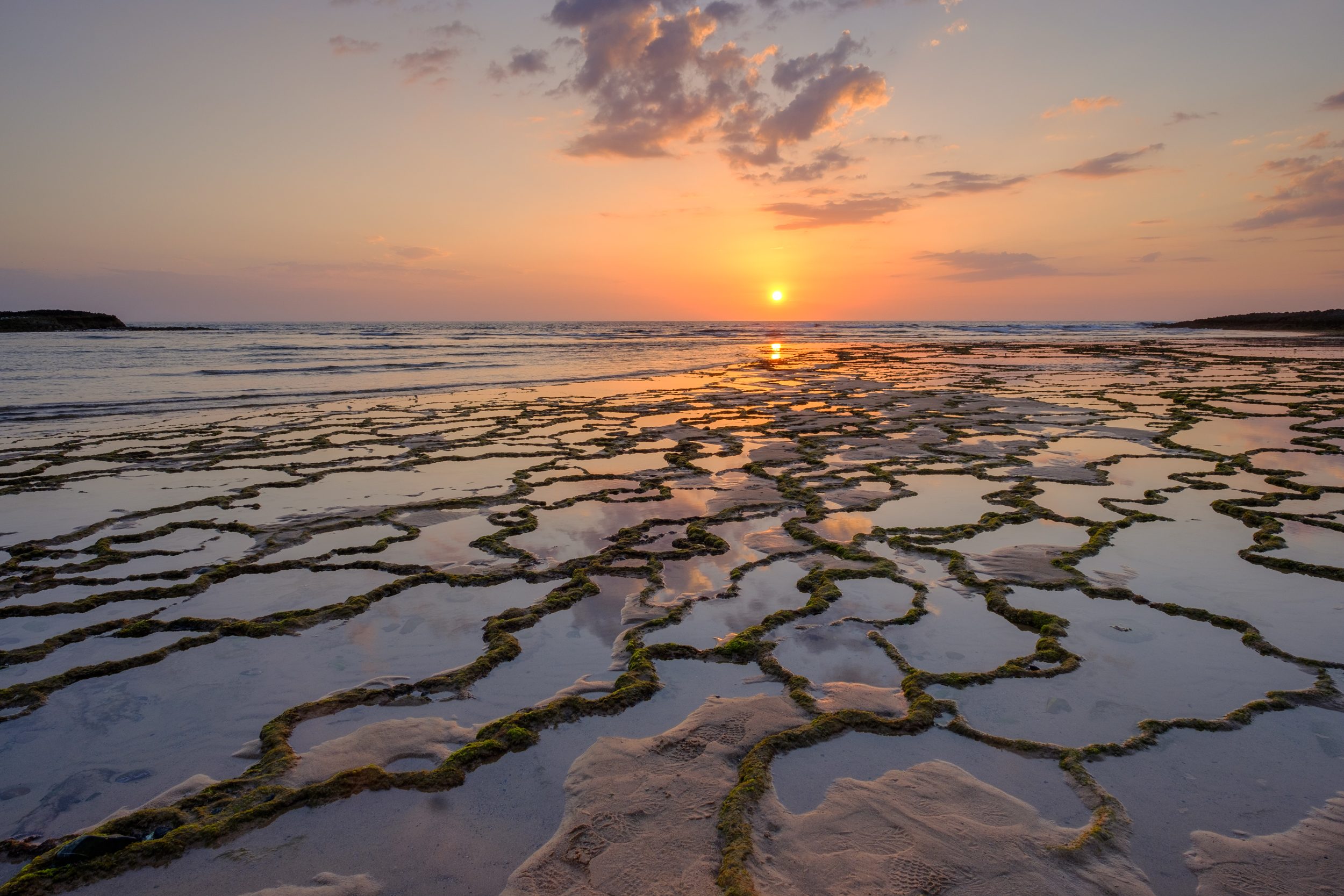
Le parc naturel du Sud-Ouest Alentejano et Costa Vicentina. Mars 2019.

Le parc naturel du Sud-Ouest Alentejano et Costa Vicentina (portugais : Parque Natural do Sudoeste Alentejano e Costa Vicentina) est une aire protégée du sud-ouest du Portugal.
Sa superficie est de 56 952 hectares, à laquelle s'ajoute une aire marine protégée de 17 460 hectares. Il s'étend depuis la rivière de la Junqueira en São Torpes jusqu'à la plage de Burgau (en), sur une longueur de 110 km.

## Flore

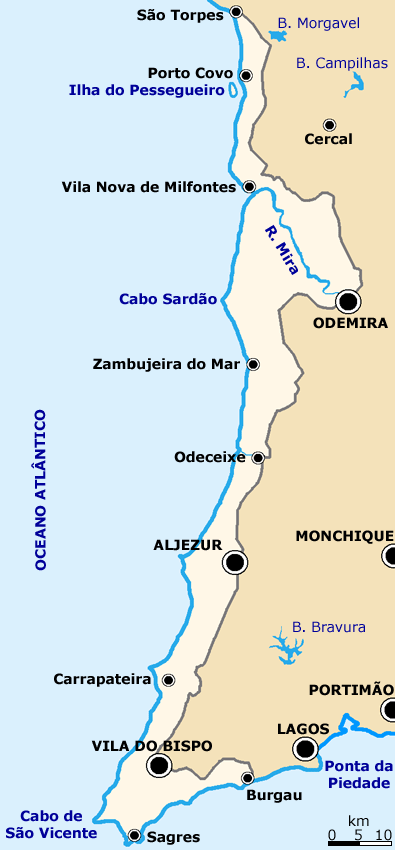
Carte du parc

Le parc compte environ 750 espèces végétales dont 100 sont endémiques et 12 n'existent nulle part ailleurs dans le monde.
- Biscutella vicentina, Scilla vicentina, Centaurea vicentina, Diplotaxis vicentina, Hyacinthoides vicentina, Cistus palhinhae, Plantago almogravensis, Silene rothmaleri.

Les activités agricoles dans les lagunes temporaires ont provoqué la disparition totale de l' Armeria arcuata.

## Faune

### Mammifères
Les espèces remarquables sont la mangouste Herpestes ichneumon, la genette d'Europe et le chat sauvage. En outre, le parc est l'un des derniers refuges du lynx pardelle.

### Oiseaux
Les espèces remarquables  sont le Balbuzard pêcheur, le Faucon pèlerin, le Faucon crécerellette, l'Aigle de Bonelli, le Busard cendré, le Busard Saint-Martin, le Circaète Jean-le-Blanc, la Cigogne blanche, l'Outarde canepetière, le Merle de roche.

## Principaux sites du parc

### Municipalité d'Aljezur
- Monte Clerigo
- Arrifana

### Municipalité de Villa do Bispo
- Cap Saint-Vincent
- Péninsule de Sagres

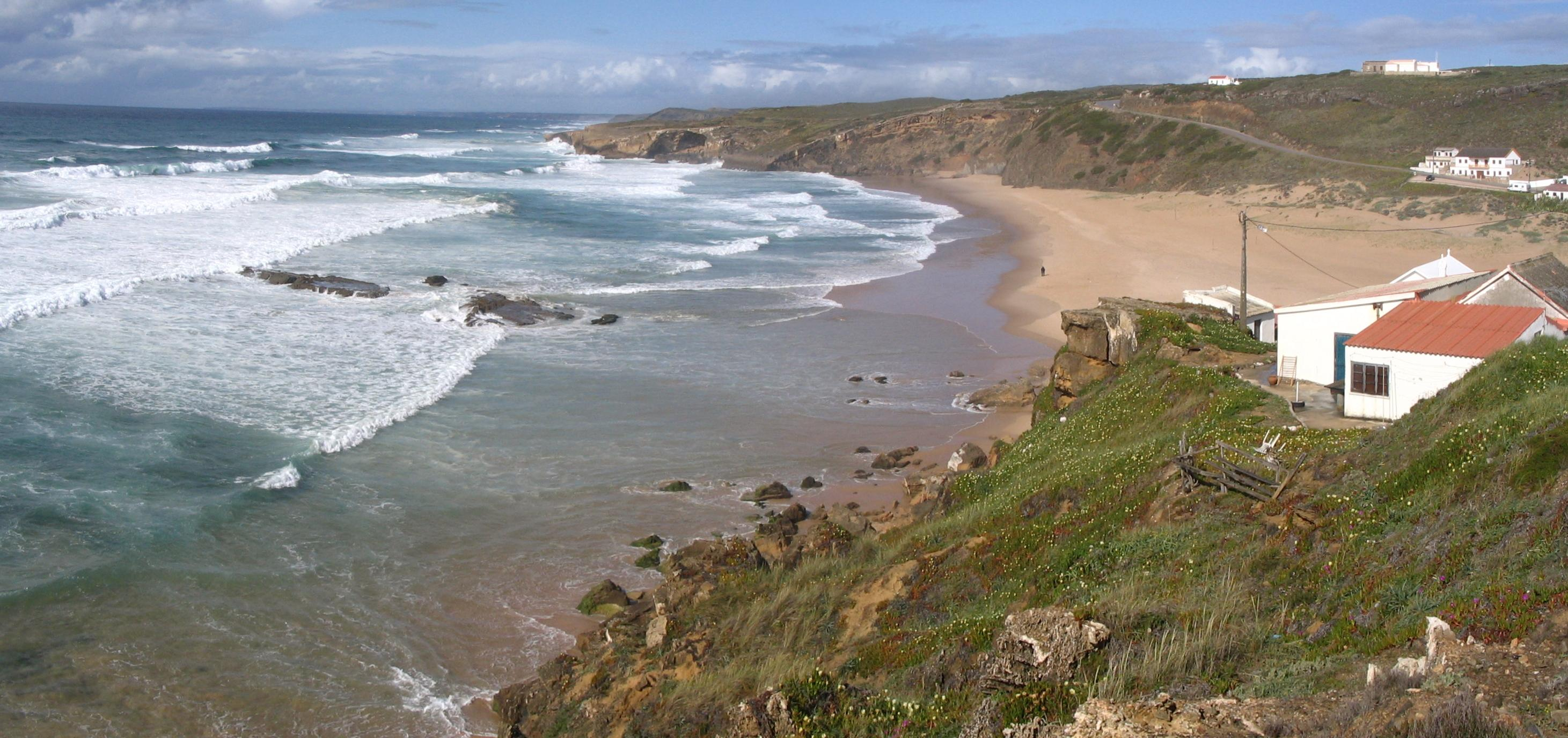
Praia do Monte Clerigo à Aljezur
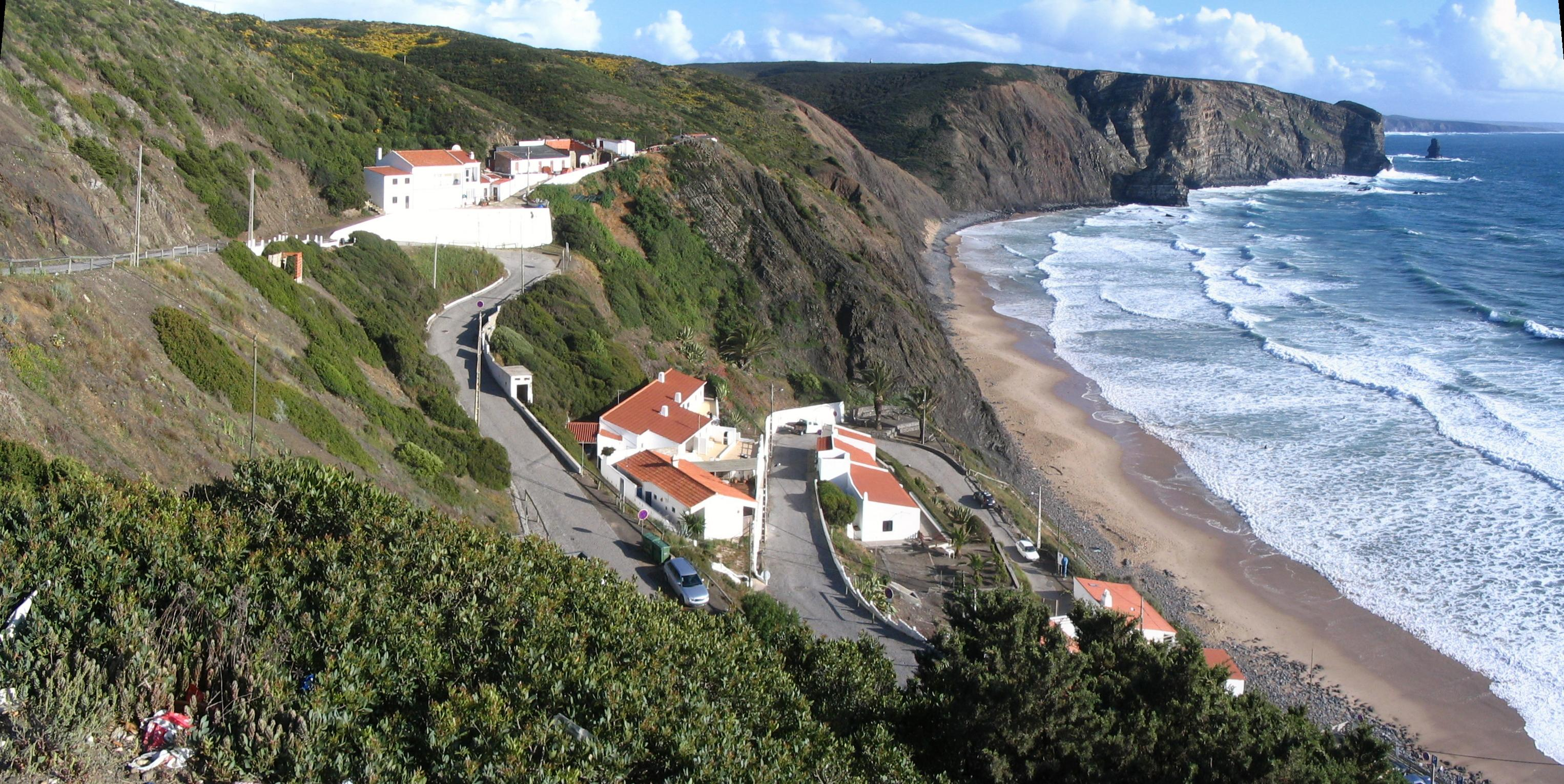
Praia da Arrifana à Aljezur